# 31 Batalion Radiotechniczny

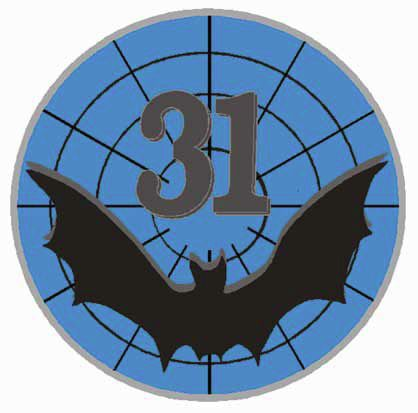
Oznaka rozpoznawcza na mundur wyjściowy

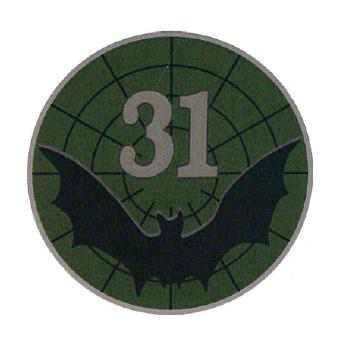
Oznaka rozpoznawcza na mundur polowy

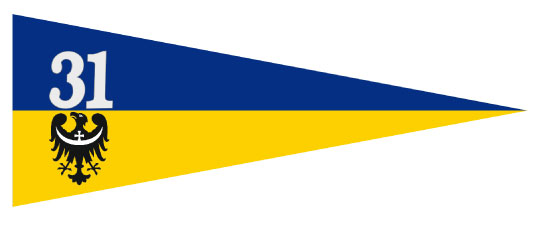
Proporzec rozpoznawczy dowódcy

31 Dolnośląski batalion radiotechniczny im. prof. Janusza Groszkowskiego (31 brt) – pododdział Wojsk Radiotechnicznych Sił Zbrojnych PRL RP.

## Historia batalionu[1]
31 batalion radiotechniczny został sformowany w dniu 1 listopada 1973, w Babkach, na bazie rozformowanego 17 pułku radiotechnicznego z Poznania. W sierpniu 2003 roku dowództwo batalionu zostało dyslokowane do Wrocławia-Strachowic. Batalion wchodzi w skład 3 Brygady Radiotechnicznej, a jego głównym zadaniem jest radiotechniczne zabezpieczenie południowo-zachodniego sektora Polski.
W latach 1973–1975 rozbudowano kompanie radiotechniczne w miejscowościach: Mechnacz, Ruchocinek i Radłów.
W 1980 roku 31 brt został wyróżniony medalem „Za Zasługi dla Wojsk Obrony Powietrznej Kraju”.
W latach 1993–1995, w ramach restrukturyzacji, zlikwidowano pododdziały w Radłowie i Mechnaczu.
W dniu 3 maja 1996 roku batalion otrzymał sztandar ufundowany przez społeczeństwo ziemi mosińskiej. Dzień 3 maja został ustanowiony świętem batalionu.
W dniach 8–19 września 1997 roku batalion wziął udział w ćwiczeniu pod kryptonimem „Orli Szpon”, które zostało przeprowadzone w ramach „Partnerstwa dla Pokoju”.
W lutym 1998 roku zakończono modernizację stanowiska dowodzenia w Babkach.
W grudniu 1998 roku w skład batalionu wszedł 32 Ośrodek Wykrywania i Kontroli w Szczawnie.
W dniu 1 kwietnia 2007 roku, w 170 posterunku radiolokacyjnym dalekiego zasięgu we Wronowicach, wdrożono do eksploatacji stację radiolokacyjną NUR–12M „Backbone”.

## Tradycje i symbolika
31 grudnia 2010 Sekretarz Stanu do Spraw Społecznych i Profesjonalizacji Czesław Piątas z upoważnienia Ministra Obrony Narodowej wprowadził oznakę rozpoznawczą 31 brt oraz zatwierdził jej wzór, a 14 lutego 2011 odznakę pamiątkową 31 brt oraz zatwierdził wzór odznaki i legitymacji, a także nadał regulamin odznaki.
Decyzją Nr 161/MON Ministra Obrony Narodowej z 29 kwietnia 2014 31 Batalion Radiotechniczny przejął z honorem kultywuje tradycje niżej wymienionych batalionów radiotechnicznych:
- 7 Łaskiego Batalionu Radiotechnicznego w Łasku (1957-2003)
- 24 Batalionu Radiotechnicznego we Wrocławiu (1969-2003)
- 32 Batalionu Radiotechnicznego w Szczawnie (1974-1998)
- 33 Batalionu Radiotechnicznego w Radzionkowie (1972-1999)
- 35 Batalionu Radiotechnicznego we Wrocławiu (1974-1998)[4].

Decyzją nr 113/MON Ministra Obrony Narodowej z dnia 9 czerwca 2017 r. wprowadzony został proporzec rozpoznawczy dowódcy batalionu.
Decyzją Nr 43/MON Ministra Obrony Narodowej z dnia 20 marca 2020 r wprowadzono oznakę rozpoznawczą na mundur polowy 31 brt.
Decyzją Nr 82/MON Ministra Obrony Narodowej z dnia 4 czerwca 2021 r. 31 Dolnośląski Batalion Radiotechniczny otrzymał imię prof. Janusza Groszkowskiego oraz ustanowiono święto batalionu w dniu 3 maja.
8 lutego 2022 podczas uroczystego apelu z okazji przekazania obowiązków Dowódcy 31 batalionu radiotechnicznego została mu wręczona Chorągiew Wojska Polskiego.

## Struktura
- Dowództwo 31 batalionu radiotechnicznego we Wrocławiu
- 241 kompania radiotechniczna w Pietrzykowicach
- 310 kompania radiotechniczna w Babkach
- 312 kompania radiotechniczna w Powidzu
- 330 kompania radiotechniczna w Radzionkowie
- 170 posterunek radiolokacyjny dalekiego zasięgu we Wronowicach
- kompania logistyczna we Wrocławiu

## Dowódcy batalionu
- mjr Eugeniusz Gajowiecki (1974–1980)
- mjr Bronisław Peikert (1980–1984)
- ppłk Maciej Ratajczak (1984–1987)
- mjr Henryk Olczyk (1987–1988)
- mjr Józef Huruk (1988–1992)
- mjr Andrzej Woźniak (1992–1998)
- mjr Jacek Meller (1998–2003)
- ppłk Stefan Świdurski (2003–2004)
- ppłk Marek Brzezicha (2004–12 stycznia 2007)
- ppłk Janusz Mordarski (12 stycznia 2007 – 15 marca 2010)
- ppłk Sebastian Kowalczuk (15 marca 2010 – 09 stycznia 2017)
- ppłk Janusz Cieślak (09 stycznia 2017 – 31 stycznia 2022)[8]
- ppłk Andrzej Rzępała (1 lutego 2022 - obecnie)[9]